# 摩诃菩提会
摩诃菩提会（英語：Maha Bodhi Society），原名佛陀伽耶摩诃菩提会，是一个国际佛教国际组织。总部在印度。

## 歷史
1891年5月，该会创建于锡兰（今斯里兰卡）科伦坡，创始人是达摩波罗，其目的是要收复、维护印度菩提伽耶等佛教圣地及在世界各地复兴佛教。次年，其总部由科伦坡迁到加尔各答，并于1915年建造总部法王舍利寺。该会影响力深远，除了在印度的马德拉斯、拘尸那揭罗、孟买、新德里、伽耶、日本、英国、德国、美国、澳大利亚和非洲成立了分会或传教中心，还在鹿野苑、孟买等地兴建寺庙、图书馆、施诊所等。1933年，创办摩诃菩提教育学院。